# Alessandro Nivola
Alessandro Antine Nivola (Boston, Massachusetts; 28 de junio de 1972) es un actor británico-estadounidense. Es conocido por sus actuaciones en Best Laid Plans, Parque Jurásico III, Face/Off, The Eye y Goal!.

## Biografía
Nivola nació en Boston (Massachusetts). Su padre, Pietro Nivola, era un politólogo y su madre era una artista. Su abuelo paterno fue el escultor italiano Costantino Nivola y su abuela paterna, Ruth Guggenheim, era una refugiada judía de Alemania. Tiene un hermano llamado Adrian. Nivola asistió a la Phillips Exeter Academy y más tarde obtuvo un diploma en inglés en la Universidad Yale. 
Nivola está casado con la actriz Emily Mortimer con quien tiene un hijo, Samuel, nacido el 23 de septiembre de 2003, y una hija, May Rose, nacida en 2010. Actualmente viven en Boerum Hill, Brooklyn, Nueva York.

### Carrera
Nivola inició su carrera mientras estudiaba en Yale, realizando el papel principal en una producción de la obra de Athol Fugard Master Harold...and the Boys en Seattle. En 1995, luego de terminar sus estudios universitarios, Nivola debutó en Broadway en Un mes en el campo junto a Helen Mirren. Al año siguiente, apareció en la miniserie de la NBC The Ring y obtuvo su primer papel cinematográfico en Inventing the Abbotts. También fue seleccionado para interpretar al hermano del personaje de Nicolas Cage en la película de John Woo Face/Off.
En 1998, Nivola actuó junto a Rachel Weisz en el filme I Want You, para el cual tuvo que adoptar un acento inglés. También apareció en Best Laid Plans y Mansfield Park. En 2002, participó en el filme de Lisa Cholodenko Laurel Canyon.
Nivola es conocido por sus actuaciones en la trilogía de Goal! en donde interpreta a Gavin Harris.

## Filmografía

### Cine
| Año  | Título                     | Personaje                 | Notas                          |
| ---- | -------------------------- | ------------------------- | ------------------------------ |
| 1997 | Face/Off                   | Pollux Troy               |                                |
| 1997 | Inventing the Abbotts      | Peter Vanlaningham        |                                |
| 1998 | I Want You                 | Martin                    |                                |
| 1998 | Reach the Rock             | Robin                     |                                |
| 1999 | Best Laid Plans            | Nick                      |                                |
| 1999 | Mansfield Park             | Henry Crawford            |                                |
| 2000 | Love's Labour's Lost       | Rey Fernando de Navarra   |                                |
| 2000 | Timecode                   | Joey Z                    |                                |
| 2001 | Jurassic Park III          | Billy Brennan             |                                |
| 2002 | Imprint                    | Matt                      | Corto                          |
| 2002 | Laurel Canyon              | Ian McKnight              |                                |
| 2003 | Carolina                   | Albert Morris             |                                |
| 2004 | The Clearing               | Tim Hayes                 |                                |
| 2005 | Junebug                    | George Johnsten           |                                |
| 2005 | The Sisters                | Andrew Prior              |                                |
| 2005 | Turning Green              | Bill the Bookie           |                                |
| 2005 | Goal!                      | Gavin Harris              |                                |
| 2006 | The Darwin Awards          | Ad Exec                   |                                |
| 2007 | Grace Is Gone              | John Phillips             |                                |
| 2007 | Goal! 2: Living the Dream  | Gavin Harris              |                                |
| 2007 | The Girl in the Park       | Chris                     |                                |
| 2008 | The Eye                    | Dr. Paul Faulkner         |                                |
| 2008 | Five Dollars a Day         | Ritchie Flynn Parker      |                                |
| 2008 | Who Do You Love?           | Leonard Chess             |                                |
| 2009 | Coco avant Chanel          | Arthur "Boy" Capel        |                                |
| 2010 | Howl                       | Luther Nichols            |                                |
| 2010 | Janie Jones                | Ethan Brand               |                                |
| 2012 | Ginger & Rosa              | Roland                    |                                |
| 2013 | American Hustle            | Anthony Amado             |                                |
| 2014 | Devil's Knot               | Terry Hobbs               |                                |
| 2014 | Selma                      | John Doar                 |                                |
| 2014 | A Most Violent Year        | Peter Forente             |                                |
| 2016 | The Neon Demon             | Robert Sarno              |                                |
| 2017 | One Percent More Humid     | Gerald                    |                                |
| 2017 | You Were Never Really Here | Gobernador Williams       |                                |
| 2017 | Disobedience               | Rabbi Dovid Kuperman      |                                |
| 2018 | To Dust                    | N/A                       | Productor                      |
| 2019 | The Art of Self-Defense    | Sensei                    |                                |
| 2019 | The Red Sea Diving Resort  | Sammy Navon               |                                |
| 2021 | With/In: Volume 2          |                           | Segmento: "Neighborhood Watch" |
| 2021 | The Many Saints of Newark  | Dickie Moltisanti         |                                |
| 2022 | Amsterdam                  |                           |                                |
| 2022 | Spin Me Round              |                           |                                |
| 2023 | El estrangulador de Boston | Detective Conley          |                                |
| 2023 | Wildcat                    | John Selby                |                                |
| 2024 | The Brutalist              | Atila                     |                                |
| 2024 | La habitación de al lado   | Policía                   |                                |
| 2024 | Kraven the Hunter          | Aleksei Sytsevich / Rhino |                                |

### Televisión
| Año  | Título                          | Personaje   | Notas                         |
| ---- | ------------------------------- | ----------- | ----------------------------- |
| 1996 | Remember WENN                   | Paul Rice   | Episodio: "Valentino Speaks!" |
| 1996 | The Ring                        | Noel        | Película de televisión        |
| 1998 | The Almost Perfect Bank Robbery | Doug        | Película de televisión        |
| 2007 | The Company                     | Leo Kritzky | Miniserie                     |
| 2015 | Doll & Em                       | John        | 4 Episodios                   |
| 2017 | The Wizard of Lies              | Mark Madoff | Película de televisión        |
| 2019 | Chimerica                       | Lee Berger  | 4 Episodios                   |
| 2020 | Black Narcissus                 | Sr. Dean    | Miniserie                     |

## Teatro
| Año  | Título                         | Personaje         | Notas                         |
| ---- | ------------------------------ | ----------------- | ----------------------------- |
| 1993 | "Master Harold"...and the Boys | Hally             | Intiman Theatre Festival      |
| 1995 | A Month in the Country         | Beliaev           | Criterion Center Stage Right  |
| 1999 | As You Like It                 | Orlando           | Williamstown Theatre Festival |
| 2010 | A Lie of the Mind              | Jake              | Acorn Theater                 |
| 2012 | The Elephant Man               | Frederick Treves  | Williamstown Theatre Festival |
| 2013 | The Winslow Boy                | Sir Robert Morton | American Airlines Theatre     |
| 2014 | The Elephant Man               | Frederick Treves  | Booth Theatre                 |
| 2015 | The Elephant Man               | Frederick Treves  | Theatre Royal Haymarket       |